# Historia de Fórmula 1 de 1950 a 1999
| Fórmula 1 Mundial de Pilotos • Mundial de Constructores Grandes Premios • Circuitos • Pilotos • Motores • Reglamentación • Puntuaciones • Neumáticos Historia Antecedentes • 1950-1999 • 2000- Récords • Récords de pilotos |
| Portal:Fórmula 1 |

Viene de Historia de Fórmula 1 y es la segunda de tres partes:
1. Antecedentes de Fórmula 1
2. Historia de Fórmula 1 de 1950 a 1999
3. Historia de Fórmula 1 de 2000 a la fecha

## Campeonato Mundial de Pilotos

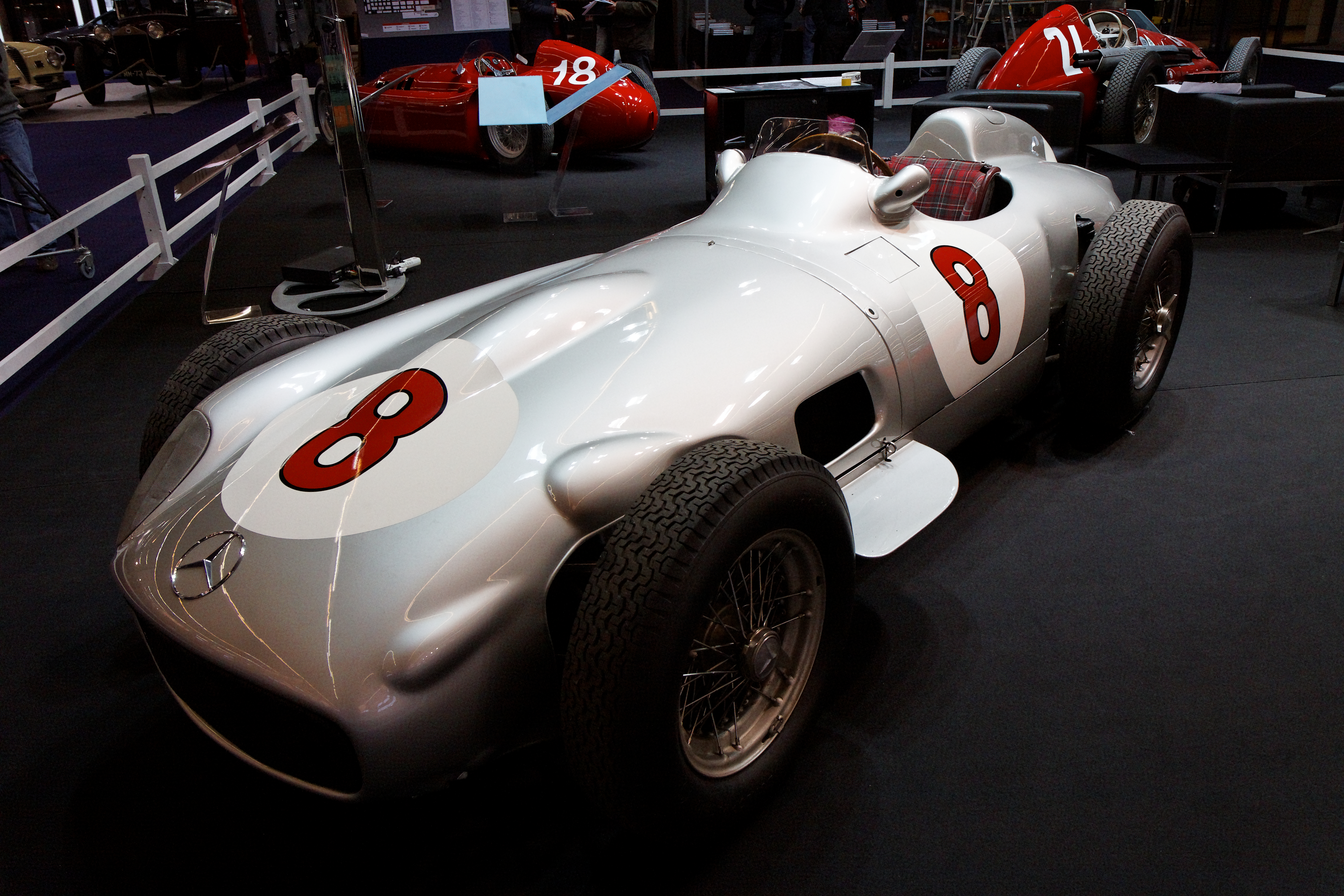
Imagen del Mercedes Benz W196 con el que Juan Manuel Fangio consiguió los títulos de y.

En 1947, como respuesta al Campeonato Mundial de Motociclismo iniciado en 1949, la Federación Internacional del Automóvil (FIA) organizó el primer Campeonato Mundial de Pilotos oficial usando las reglas de la F1 diseñadas tras la guerra. Estas regulaciones exigían el uso de motores atmosféricos de 4.5 litros o supercargados de 1.5 litros. La organización del campeonato, que incorporaba los cinco "mayores" Grandes Premios de Europa, fue una mera formalización de lo que ya se corría en años previos. Los equipos italianos Alfa Romeo, Ferrari, y Maserati dominaron los primeros años, aunque fabricantes de otras nacionalidades también participaron, como el francés Talbot o el intento británico BRM; incluyendo algunos autos privados que participaron en carreras locales.
Alfa Romeo dominó en 1950. Giuseppe Farina ganó en Silverstone el Gran Premio de Gran Bretaña de 1950, primer evento del campeonato, llegando a ser el primer Campeón Mundial de Pilotos con su Alfetta 158 de 1.5 litros supercargado. El dominio de Alfa continuó en 1951, cuando el gran Juan Manuel Fangio obtuvo el primero de sus cinco campeonatos. Sin embargo, Alfa encontró fuerte oposición en los Ferrari naturalmente aspirados de 4.5 litros hacia el final de 1951 y decidieron retirarse.
Considerando el aumento de costos y la ausencia de competidores serios a los Ferrari, la FIA decidió que las siguientes dos temporadas del campeonato se compitieran usando los autos con motor de 2 litros de la Fórmula 2. Desafortunadamente, la medida afianzó el dominio italiano con los revolucionarios 550s del equipo de Enzo Ferrari, proporcionando a la leyenda italiana Alberto Ascari sus dos campeonatos en 1952 y 1953.
En 1954 el campeonato regreso a la reglamentación de F1. Nuevas regulaciones permitieron motores atmosféricos de 2.5 litros. Con este cambio finalizó el dominio italiano, pero en lugar de incrementar la competencia meramente permitió el retorno triunfante de las Flechas Plateadas de Mercedes al deporte que habían dominado en los 1930s. Innovando con el sistema desmodrómico, inyección de combustible, aleaciones exóticas, carrocería aerodinámica y otras características avanzadas, los autos Mercedes en las manos de Fangio arrasaron las siguientes dos temporadas, ganando todas excepto dos carreras. Sin embargo, al final de 1955 Mercedes desapareció tan rápidamente como llegó, retirándose de las competencias automotrices los siguientes treinta años debido a un desastroso accidente en las 24 Horas de Le Mans. Tres Grandes Premios fueron cancelados y dos países prohibieron las carreras de autos.
Lancia dio toda su información y tecnología a Ferrari y Fangio hizo buen uso del Lancia-Ferrari en 1956. En 1957 Fangio pasó a Maserati y ganó su quinto campeonato, marca que duró 46 años.

## Campeonato Mundial de Constructores y motor trasero
Pero a finales de 1958 los colores en el podio habían cambiado. Fangio se había retirado tras el Gran Premio de Francia y aunque nuevamente era un piloto de Ferrari el que obtenía el título, esta vez fue el inglés Mike Hawthorn quien lo obtuvo, el primer inglés en hacerlo. Mientras tanto, los Vanwalls británicos conducidos por Stirling Moss y Tony Brooks consiguieron el primer Campeonato Mundial de Constructores. Aunque más rápidos que sus contrapartes italianos, los Vanwalls a menudo se peleaban los puntos entre ellos, permitiendo a Hawthorn ganar por un solo punto.
1958 marcó la diferencia en otra forma crucial para la F1. Stirling Moss ganó el Gran Premio de Argentina conduciendo un Cooper con motor posterior inscrito por el equipo privado de Rob Walker y propulsado por un Coventry Climax de 2 litros y 4 cilindros en línea. Esta fue la primera victoria en F1 de un auto con motor trasero (en realidad motor intermedio). El siguiente Gran Premio fue ganado también por el mismo auto Cooper conducido Maurice Trintignant. Propulsados por un motor de menos de 2.5 litros, los Cooper tuvieron pocas posibilidades de ganar en el resto de 1958; pero tan pronto como el nuevo motor Coventry Climax de 2.5 litros estuvo disponible, los Coopers iniciaron su dominio de tres años en la F1. Mientras sus colegas británicos de Lotus y BRM también cambiaban a máquinas con motor trasero, Enzo Ferrari tomó la retrógrada actitud de los caballos jalan al carro, no lo empujan.
El australiano Jack Brabham consiguió sus primeros dos títulos en los pequeños autos británicos, los últimos dos campeonatos contendidos con la fórmula de 2.5 litros.
En 1961, en un intento por frenar las velocidades, la F1 restringió los motores a 1.5 litros no supercargados, una fórmula vigente por 5 años. Ferrari pudo haber utilizado sus experimentados autos con motor intermedio de la Fórmula 2 pero prefirió ir un paso más allá diseñando un sofisticado auto impulsado por un motor V6 a 120.º. Esto llevó al dominio de Ferrari en la temporada 1961 que ganó el estadounidense Phil Hill, que no festejó del todo debido a la muerte de su compañero, Wolfgang von Trips, mientras los equipos británicos se esforzaban por conseguir un motor adecuado. Porsche entró a la F1 en 1962 y ganó una carrera, pero eventualmente se retiró debido a los altos costos.

## Chasis monocasco
En 1962 el equipo Lotus compitió con el modelo Lotus 25 propulsado por el nuevo motor Coventry-Climax FWMV V8. En vez del chasis tubular el auto tenía un chasis construido de lámina de aluminio y llamado monocasco, que probó ser el mayor avance tecnológico desde la introducción del motor trasero.
Tan pronto como auto y motor fueron confiables inició la era de Lotus y Jim Clark. En cinco años Clark ganó dos títulos (en 1963 y 1965) y en los demás sólo los habituales problemas de dentición de Lotus permitieron que el estadounidense Phil Hill y los ingleses Graham Hill y John Surtees ganaran títulos para Ferrari, BRM y Ferrari, respectivamente. Ferrari hizo un considerable esfuerzo técnico y financiero para ganar el título en 1964 y Surtess utilizó no menos de 3 motores diferentes en la temporada, un V6, un V8 y uno de 12 cilindros en línea. El título de Surtees fue especialmente notable porque ha sido el único Campeón Mundial tanto en autos como en motocicletas.
1966 vio el regreso de la potencia a la F1 al permitir motores de 3.0 litros atmosféricos o 1.5 litros con turbocompresor. Fue un año de transición para muchos equipos. Mientras Ferrari y BRM sufrían con sus motores nuevos y Lotus sufría tan solo para encontrar una propulsor confiable, el gran ganador fue Jack Brabham que con su nuevo equipo, llamado como él mismo, consiguió la victoria dos años consecutivos. 1966 fue el año de Jack, mientras que 1967 lo fue de su compañero, el neozelandés Denny Hulme, mientras Jack probaba partes nuevas en su auto.

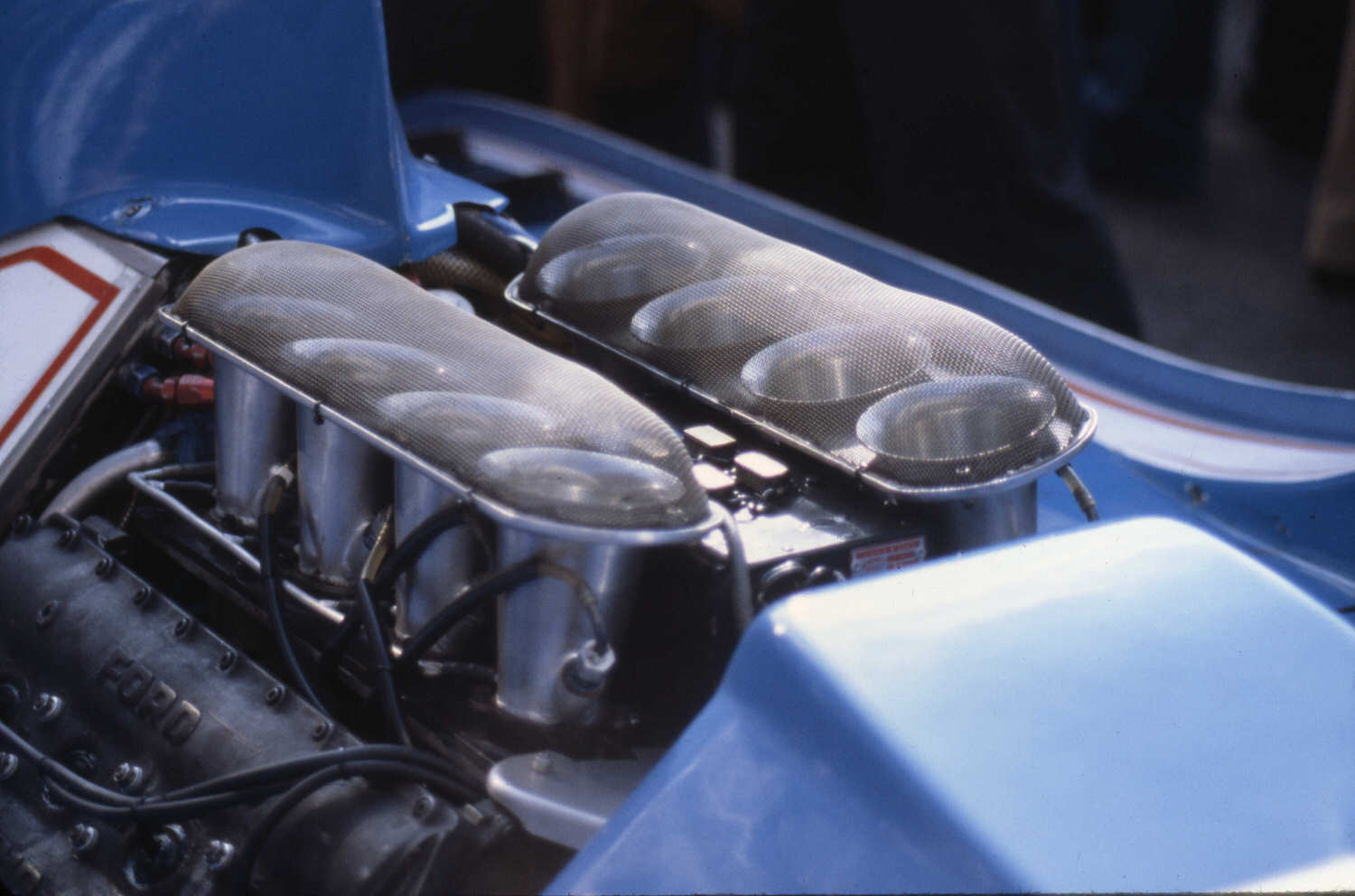
Motor Ford-Cosworth DFV.

En 1967 Lotus presentó su auto Lotus 49, un auto impulsado por el motor Ford-Cosworth DFV, que dominaría la década siguiente en la F1. El auto era el más rápido en la pista, pero el recién nacido motor DFV padecía frecuentes fallos que permitieron a Hulme ganar con consistencia el título mundial de pilotos.

## Patrocinio y alerones
Aunque fallaron en ganar el título en 1967, al final de la temporada el Lotus 49 y el Cosworth DFV eran lo suficientemente maduros para hacer al equipo Lotus otra vez la fuerza dominante. Como se esperaba, el Gran Premio de Sudáfrica, primera prueba de 1968, lo confirmó, con los Lotus terminando en 1 y 2.

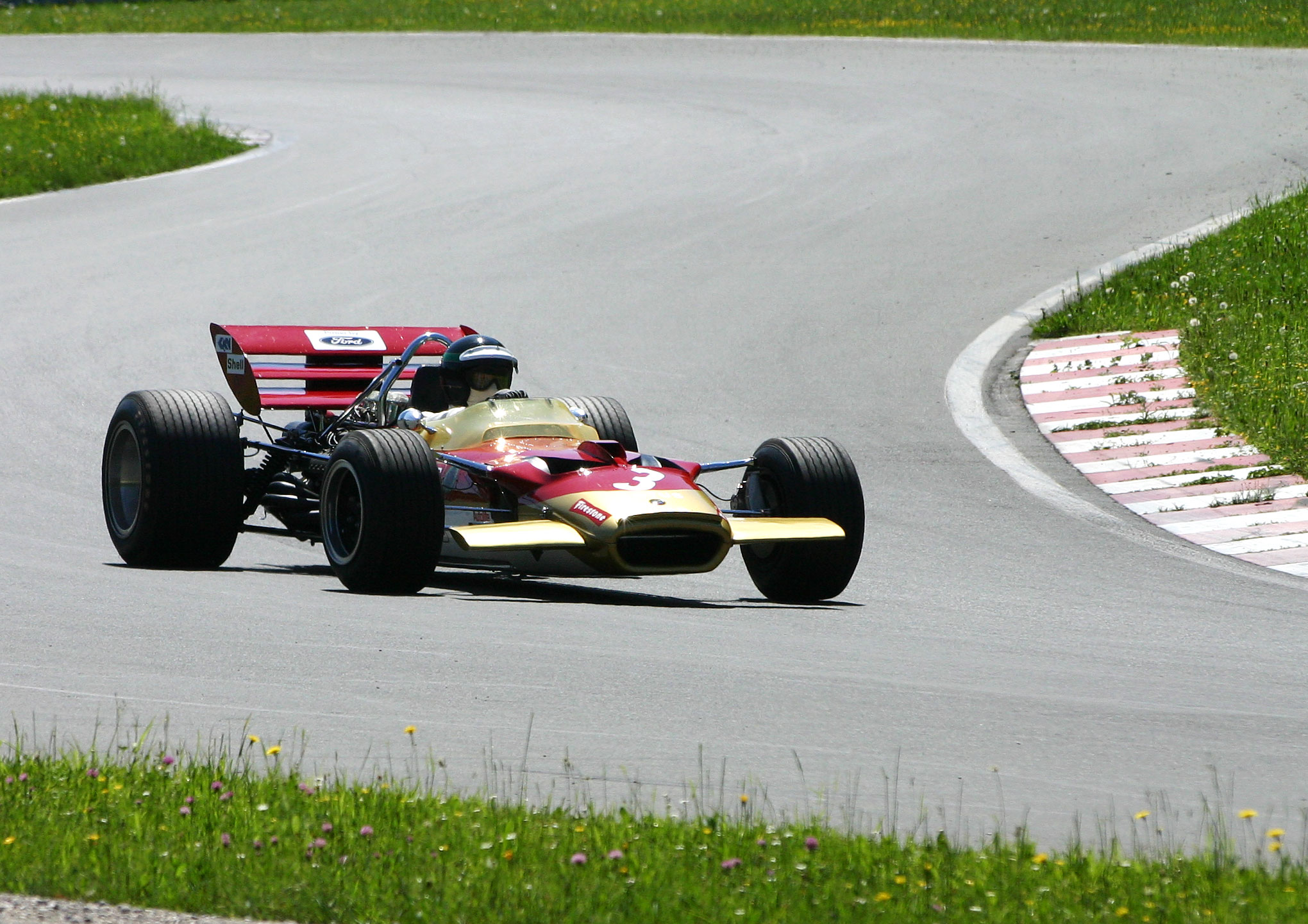
Lotus 49 C que corrió Jochen Rindt en 1968.

En los siguientes meses tres revoluciones cambiaron drásticamente la F1. La primera fue en abril cuando el equipo Lotus de Fórmula 2 apareció en la carrera de Barcelona con los colores rojo, dorado y blanco; los colores de Imperial Tobacco. Como sucedía en Estados Unidos, el patrocinio había llegado a las competencias europeas. La segunda sucedió el fin de semana siguiente cuando Jim Clark murió en un evento sin puntos de la Fórmula 2 en Hockenheim. Las carreras perdieron a uno de sus más dotados pilotos. La tercera apareció en el Gran Premio de Mónaco, a finales de mayo: los alerones, vistos anteriormente en automóviles Gran turismo (automóvil), aparecieron en el Lotus 49B de Graham Hill creado por el brillante Colin Chapman, por primera vez en un auto de la F1.
A pesar de la muerte de Jim Clark Lotus ganó ambos títulos en 1968, pero 1969 vio una nueva fuerza aparecer en escena en la forma del equipo de Ken Tyrrell con coches propulsados por Cosworth y construidos por la empresa aeronáutica francesa Matra. Jackie Stewart ganó el título en 1969 en un Matra MS80.

## Ala integral
En 1970 Matra insistió en usar su propio V12 en lugar del de Cosworth; como el equipo Tyrrell era patrocinado por Ford y el motor Matra V12 no era seguro, Ken compró el chasis March 701 mientras desarrollaba sus propios autos. El nuevo Lotus 72, con perfil en forma de cuña que hacia del auto mismo un alerón, tenía problemas derivados de la falta de maduración del mismo, esto provocó la muerte de Jochen Rindt cuando el eje del freno se rompió. Aún con eso, consiguió el título póstumo para Lotus en 1970. Usando sus propias máquinas, Tyrrell y Stewart repitieron el éxito en 1971. Tras la muerte de Rindt, Lotus sufrió dificultades experimentando con un auto propulsado con turbinas. Al enfocarse otra vez en el 72, Lotus y el brasileño Emerson Fittipaldi consiguieron el campeonato en 1972 mientras Stewart sufría una úlcera a causa de una agenda apretada en ambos lados del océano Atlántico. En 1973, los compañeros de equipo en Lotus Fittipaldi y Ronnie Peterson competían entre ellos mientras Stewart era apoyado por François Cevert en Tyrrell. Mientras Lotus ganaba el título de constructores, Stewart ganó el campeonato de pilotos y un accidente truncó la vida de Cévert.
Sin embargo, al final de la temporada de 1973 el mejor auto en la pista era el nuevo McLaren M23, un auto con forma de cuña construido con el mismo concepto que el Lotus 72 pero con una suspensión más convencional y con mejor aerodinámica. Sin sorpresa Fittipaldi tomó la decisión de dejar Lotus para irse a McLaren, que le ofreció estatus de primer piloto.
La temporada de 1974 fue para McLaren y Fittipaldi, aunque la victoria del favorito no fue fácil. Ferrari regresó con su 312 B3 conducido por la nueva maravilla austriaca Niki Lauda y el experimentado suizo-italiano Clay Regazzoni. A pesar de la falla del nuevo Lotus, Peterson se las arregló para ganar carreras con el viejo modelo 72. Brabham también lo hizo con el nuevo BT44; y el talentoso joven sudafricano Jody Scheckter terminó la mayoría de las carreras en los puntos y ganó una gran premio con el Tyrrell 007, un auto que tenía un fuerte parecido con el McLaren M23.Hasta la última carrera de la temporada fue que se decidió el título entre Fittipaldi, Regazzoni y Scheckter.
En esta época, el aspecto externo de los coches de Fórmula 1 no recordaba mucho a aquellos de 1966. La carrocería fue esculpida en forma de cuña (siendo Lotus el pionero en esto), los alerones de muchas formas diferentes salían del morro y de la parte posterior de los vehículos, y los pilotos tenían gigantescas cajas de aire encima de sus cabezas. Hasta el número de ruedas era variable, ya que Tyrrell introdujo en 1976 el P34 que tenía seis ruedas. A nivel interno, la revolución estaba en marcha también. La integración del motor como parte estructural del chasis, iniciada por Lotus en 1967, era ahora la norma. Pero el cambio mecánico más grande vino en 1974 y 1975, cuando los Ferrari 312B3 y 312T aparecieron. Este último poseía una caja de cambios transversal que permitía un mejor reparto de pesos en el eje trasero. Esos coches rojos, con Niki Lauda al volante, ganaron el título de constructores en 1975, 1976 y 1977, perdiendo con los McLaren M23 de Fittipaldi y James Hunt los campeonatos de pilotos en 1974 y 1976, respectivamente.

## Motores turbocargados y efecto suelo
1977 vio el inicio de una de las épocas más problemáticas en la historia de la F1. Empezó con dos equipos, el veterano Lotus y el recién llegado Renault.
Renault fue el primero en mostrar su revolucionaria idea cuando su RS01 fue presentado propulsado por un motor 1.5 litros con turbocompresor. Aunque en décadas anteriores motores supercargados habían sido exitosos y los motores turbocargados tenían once años de existencia, ningún equipo de F1 había intentado construir un motor para tomar ventaja de su potencia superior, sintiendo que el incremento en el consumo de combustible y retardo en la entrega de potencia del turbo junto con el súbito empujón generado contrarrestarían cualquier ventaja en potencia. Sin embargo, Renault tomó su motor turbocargado de prototipos deportivos para competir en Grandes Premios, y a pesar de que las frecuentes roturas le ganaron el mote de "Pequeña Tetera Amarilla", persistieron con el motor hasta que finalmente vieron buenos resultados en 1979.
Mientras tanto, Lotus había sido mucho más exitoso con sus Lotus 78 y  79 que llevaron el efecto suelo por vez primera a la F1. El incremento radical de carga aerodinámica generaba agarre aerodinámico sin aumentar la  resistencia. Las claras ventajas condujeron a que en 1978 varios equipos también experimenten con el efecto suelo. El año extra de experiencia con el efecto de Lotus le concedió el campeonato a Andretti, convirtiéndolo en el primer piloto en ganar el campeonato americano IndyCar y el título de F1.
El trabajo de Renault y Lotus inició una de las más grandes y amargas batallas en la historia de la F1. Los motores turbo eran máquinas costosas y complejas, difíciles de desarrollar y construir; por lo que mayormente eran los equipos apoyados por fabricantes como Renault, Ferrari y Alfa Romeo los que podían usarlos. En contraste, el efecto suelo ya se ajustaba bien al delgado y económico motor Ford-Cosworth, aún usado por equipos como Lotus, McLaren y Williams. Estos dos grupos fueron representados por dos entes políticos: la FISA encabezada por Jean-Marie Balestre y la FOCA encabezada por Bernie Ecclestone.
La batalla entre FISA y FOCA ensombreció las primeras carreras de la década de 1980. En 1979 Jody Scheckter ganó en Ferrari el último título que el equipo ganaría en 21 años, pero la atención se enfocaba en el joven canadiense Gilles Villeneuve. El australiano Alan Jones y el finlandés "volador" Keke Rosberg obtuvieron finalmente para Frank Williams el título en 1980 y 1982, mientras el joven brasileño Nelson Piquet se consolidaba de la mano del equipo Brabham propiedad de Ecclestone en 1981 y 1983.
El título de 1983, ganado por el adalid de los equipos privados, fue el primero de un motor turbocargado. Para entonces, la disputa entre FISA y FOCA se había resuelto y aunque la FOCA salió más fortalecida los equipos ya habían visto la dirección a tomar. Para 1984 sólo Tyrrell sufría con los viejos motores DFV.
Finalmente cuestiones de seguridad ayudaron a resolver la disputa. Después de 50 años, la potencia alcanzada por los autos turbocargados igualó los 640 hp producidos por el Mercedes-Benz W125 supercargado de 1937. Para 1986 algunos motores producían más de 1000 hp por cortos y explosivos momentos, lo cual nunca se había alcanzado a excepción del Porsche 917/30 turbo de principios de la década de 1970 en carreras CanAm. A fin de obtener el máximo efecto, los pilotos simplemente ni podían frenar. Esto tendía a producir accidentes espectaculares y trajo una inaceptable alta tasa de decesos y lesiones serias —mayormente terribles roturas de piernas debido a la posición del asiento, la cual se había desplazado hacia adelante para ubicar el tanque de combustible entre el piloto y el motor. Patrick Depailler murió en 1980, probablemente debido a que la alta aceleración lateral le causó un desmayo en la rápida curva Ostkurve de Hockenheim. La doble desgracia de Ferrari en 1982 —la muerte de Gilles Villeneuve y la lesión que lisió a su compañero de equipo Didier Pironi sólo unas semanas después— ayudó a poner esta crisis en los reflectores y a que ambos lados resolvieran la disputa en bien del deporte.
Irónicamente, a pesar de toda la controversia alrededor de los equipos privados, este periodo vio algunas de las más coloridas y competitivas parrillas jamás vistas en el deporte. Lo económico del Ford-Cosworth DFV animó a muchos equipos privados a comprar o construir sus propios autos para corren en la época con distintos grados de éxito. Mientras nombres como Ensign, Penske y Theodore iban y venían sin impresionar a nadie, otros equipos como Hesketh, Shadow, Wolf o Arrows disfrutaron un mayor éxito y en ocasiones llegaron a vencer a los gigantes consolidados de la categoría.

## McLaren y Williams dominan
Tras la controversia, los equipos de F1 prosperaron en lo que quedó de la década de 1980 y en la de 1990. A pesar del aplastante dominio de dos equipos —McLaren y Williams— este periodo es considerado como uno de los más brillantes momentos de la F1 en sus primeros 50 años de historia.
En McLaren, Niki Lauda, volviendo del retiro por una considerable suma en 1982, ganó a su prometedor joven compañero de equipo Alain Prost el título de 1984 por tan sólo medio punto, la diferencia más cerrada en la historia de la F1. El medio punto en sí mismo fue controvertido debido a que se dio en un Gran Premio de Mónaco interrumpido por lluvia, por lo que concedió sólo media puntuación. Prost ganó la carrera, pero el novato Ayrton Senna impresionó fuertemente al terminar segundo en su Toleman, acercándose rápidamente a Prost. Mientras el joven alemán Stefan Bellof en el inferior Tyrrell normalmente aspirado corrió desde los últimos lugares hasta finalizar tercero (y pudo haber ganado). Fue el inicio de la rivalidad entre Prost y Senna que continuó por casi una década. Pero en los primeros años tomó la ventaja, conduciendo para el equipo McLaren con el motor TAG-turbo construido por Porsche se adjudicó tres títulos mundiales en línea.
1986 dio otro reñido final. Los Williams impulsados por Honda de Ricardo Patrese, Nelson Piquet y Nigel Mansell parecían inalcanzables, pero demasiado frecuentemente se quitaban puntos entre ellos, permitiendo al McLaren de Prost mantenerlos en la mira. Aunque Williams ganó fácilmente el campeonato de constructores, el título de pilotos se decidió hasta el final de la temporada en el Gran Premio de Australia, con Prost obteniendo un extremadamente afortunado segundo título cuando ambos pilotos de Williams sufrieron problemas con los neumáticos. 1987 vio a Williams volver más fuerte, con Piquet conduciendo consistentemente para obtener su tercer título por delante de Mansell.

## Prohibición de turbocargados y regreso de atmosféricos
1987 también vio el regreso de los motores atmosféricos a la F1, después de que en 1986 sólo hubo motores turbocargados. Para limitar la potencia de los turbo, se les limitó la presión de soplado (boost) y la capacidad del tanque de combustible, mientras que se incrementó la cilindrada de los motores atmosféricos a 3.5 litros. Además de anunciarse una prohibición de motores turbo a partir de 1989. Sin embargo, mientras los motores turbo permanecieron, dominaron. Williams ganó fácilmente en 1987, y McLaren regresó en forma en 1988 con el super equipo integrado por Prost y Senna ganando 15 de las 16 carreras, una plusmarca aún no igualada. Senna fue quien se llevó la victoria, reclamando el primero de sus tres títulos mundiales.
Para 1989 los turbo habían desaparecido, pero McLaren siguió dominando los siguientes tres años. Prost ganó el título en 1989 y Senna en 1990 y 1991. Sin embargo, los campeonatos fueron estropeados por la fiera rivalidad entre los dos pilotos que culminó en un par de choques en los Grandes Premios de Japón de 1989 y 1990. En 1989 Prost "cerró la puerta" cuando su compañero intentó rebasarlo, mientras Senna deliberadamente chocó a Prost en 1990. Sin embargo, Senna estaba más preocupado por el amenazante resurgimiento de Williams, ahora impulsado por Renault y que dominaría la F1 los siguientes siete años.

## Chasis monocascos de fibra de carbono
Todos los equipos empezaron a usar diseños de chasis monocasco de fibra de carbono. Mucho más resistentes que los de acero, creaban una cápsula de supervivencia a prueba de choques y fuego alrededor del piloto y eran mucho más livianos; así que los autos se volvieron más rápidos. A principios de 1990 comenzó a ser común poner cámaras de televisión ultraligeras en los autos. Mientras esto incrementaba la audiencia, también hacía al deporte más atractivo para los patrocinadores, más allá de las ya tradicionales compañías tabaqueras. Las mejoras en seguridad también provocaron que algunos de los grandes fabricantes se sintieran más atraídos a involucrarse con los equipos en roles de mayor importancia.
Fue algo más que los motores Renault lo que permitió a Williams y luego al equipo anglo-italiano Benetton dominar la F1 de 1992 a 1997. Se reintrodujo la posibilidad de recargar combustible en las paradas de pits, lo que convirtió cada carrera en una serie de carreras cortas y como resultado la estrategia de carrera se volvió tan importante como la habilidad del piloto. La tecnología, siempre crucial en el desempeño de este deporte, despegó de manera exponencial. Caja de cambio semiautomática (iniciado por Ferrari en 1989), suspensión activa (iniciado por Lotus en 1987) y control de tracción (iniciado por Williams) fueron avances que permitieron a los autos de los equipos dispuestos a invertir en su desarrollo alcanzar más altas velocidades. La FIA peleaba, mayormente en vano, por regular el uso de las ayudas electrónicas. Pero esta controversia no disminuyó el gusto que sintieron los aficionados británicos en 1992 cuando Nigel Mansell finalmente ganó el título tras una década de intentarlo; ni el de los aficionados franceses cuando en 1993 Alain Prost obtuvo su cuarto campeonato, ambos conduciendo autos Williams.
1994 lucía listo para una temporada sensacional. Ayrton Senna se había pasado a Williams para reemplazar al retirado Prost. El joven alemán Michael Schumacher tenía al Ford impulsando su Benetton. McLaren tenía altas expectativas en su nuevo motor Peugeot y Ferrari buscaba borrar la frustración de las tres recientes temporadas con Gerhard Berger y Jean Alesi. La temporada fue impactante, pero por muy distintas razones.

## Seguridad, reglas y regulaciones
La última muerte que había acaecido en la F1 había sido la de Elio de Angelis (en unos entrenamientos privados en el circuito de Paul Ricard) en 1986, casi una década antes. Había habido varios horripilantes accidentes, como los de Nelson Piquet y Gerhard Berger en Imola o el de Martin Donnelly en España, pero sin muertes. La velocidad de los autos se había incrementado continuamente a pesar de la prohibición de los motores turbocargados, la reducción del ancho de los neumáticos y la eventual eliminación de las ayudas al piloto. Había un aire de invencibilidad, la creencia de que los autos eran inherentemente seguros y nunca más morirían pilotos en accidentes.
En el Gran Premio de San Marino de 1994 esta creencia fue completamente destruida por las serias lesiones sufridas por Rubens Barrichello y la muerte de Roland Ratzenberger en entrenamientos y en carrera la muerte de Ayrton Senna. Por si fuera poco, en el Gran Premio de Mónaco dos semanas después Karl Wendlinger quedó en coma al chocar a la salida del túnel.
La conmoción por las repentinas lesiones y muertes fue contundente. No sólo habían muerto dos pilotos, sino que uno de ellos era un triple campeón mundial considerado por muchos como el más talentoso piloto que había llegado a la F1. La FIA reaccionó rápida y duramente con mayores cambios a implementarse inmediatamente. Y fue el principio de la presión de la FIA para incrementar la seguridad.
Aunque no se podían introducir cambios importantes en los autos de ese año, la FIA solicitó que las tomas de aire de todos los autos se perforaran con un agujero para reducir el efecto de "ariete de aire" y reducir la potencia. Además el chasis debía llevar debajo una placa de madera para que su desgaste permitiera comprobar que mantenían la altura mínima. Si la placa de desgastaba más de 10mm el auto podía ser declarado ilegal. El combustible de carrera, que anteriormente consistía en exóticas mezclas de bencenos y toluenos más parecido a combustible de cohetes, fue prohibido. Solo sería legal el combustible de características estándar, disponible en cualquier gasolinera.
La FIA resolvió cambios adicionales para intentar refrenar el incremento de velocidades mientras los años progresaran con los años, lo que requirió que desde 1995 los diseños fueran dibujados desde una plantilla de referencia, con estrictas restricciones para reducir las tolerancias en el tamaño de la abertura de la cabina (que se incrementó), del tamaño de los alerones y demás elementos aerodinámicos (que se limitaron y redujeron) y del ancho del chasis (que se estrechó) e introdujeron exhaustivas verificaciones de medidas y rigidez para asegurar que los autos cumplían con la norma. También se redujo el desplazamiento máximo del motor de 3500cc a 3000cc y se implementó el uso de neumáticos ranurados.
Pero no solo se introdujeron medidas para mejorar la seguridad de los pilotos, también para intentar mejorar el espectáculo. Una de ellas fue la regla del 107%, la cual obligaba a las escuderías pequeñas en la clasificación de cada gran premio, a obtener tiempos por debajo del 107% del tiempo del primer clasificado, con el fin de evitar las amplias diferencias entre las escuderías grandes y las más modestas.
La rápida introducción de todas estas nuevas reglas y regulaciones —particularmente aquellas introducidas en 1994— volvió a la atmósfera de la F1 aún más caótica. Michael Schumacher tuvo que pelear desesperadamente por su primer campeonato ya que su equipo Benetton se encontró a menudo violando las regulaciones de la FIA, resultando suspendido en varias carreras. Incluso la carrera de resolución del campeonato en Australia fue controvertida debido a su enfrentamiento con Damon Hill, hijo de Graham, quien quería para él el título.

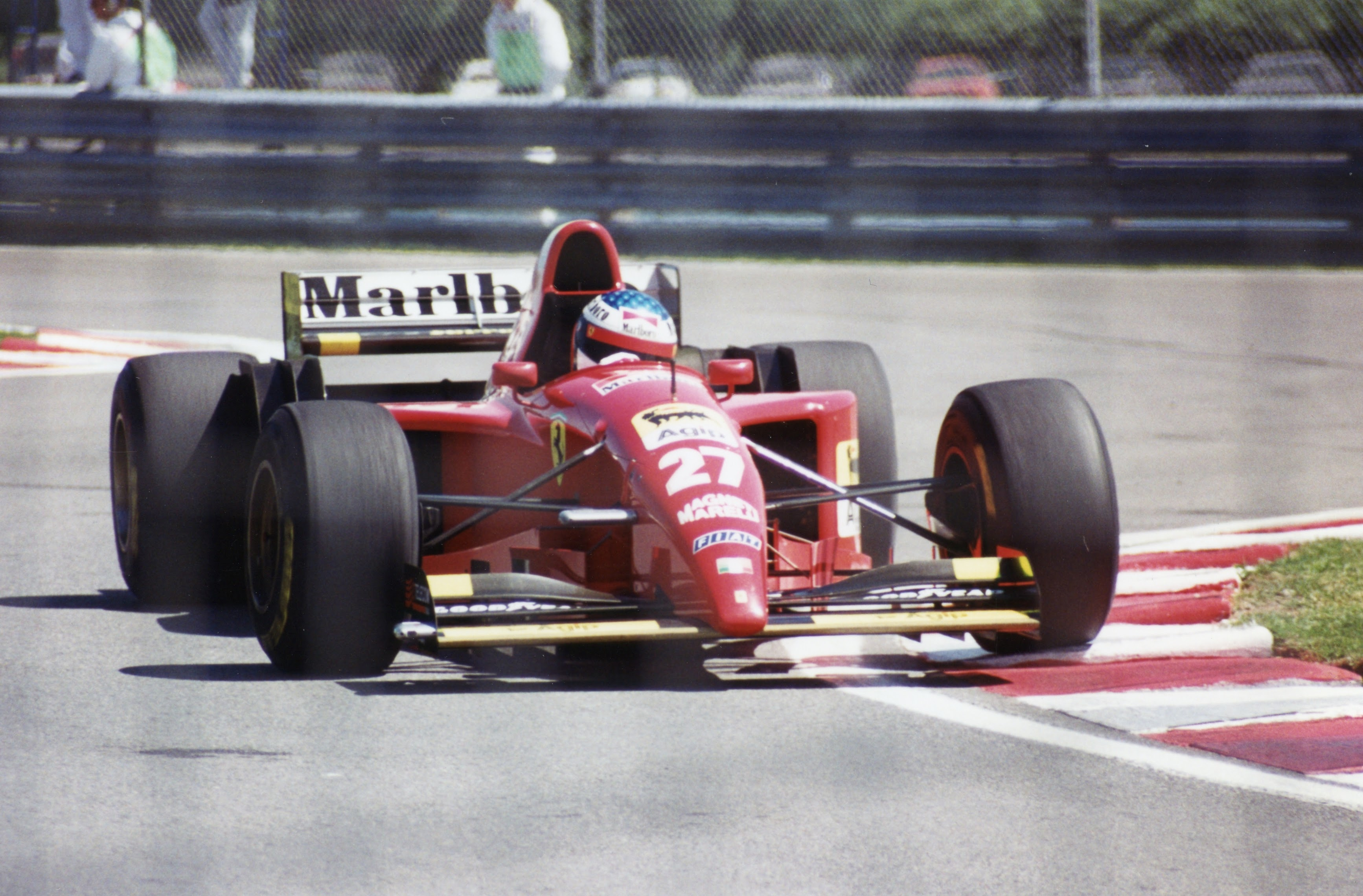
Ferrari de Jean Alesi en 1995.

Sin embargo para 1995 las cosas se habían asentado un poco y Schumacher ganó su segundo título y Benetton su primero de constructores con relativa facilidad, venciendo a Williams de Hill y David Coulthard. El motor Renault que impulsaba a ambos equipos fue virtualmente invencible y sólo Ferrari pudo arrebatarle una sola carrera ganando en Canadá con la única victoria en la carrera de Jean Alesi. Alesi y su compañero Berger fueron otra vez noticia cuando fueron negociados con Benetton por Schumacher. También se movió desde Jordan el prometedor piloto irlandés Eddie Irvine y Ferrari empezó su plan maestro para recuperar los títulos perdidos casi dos décadas antes.

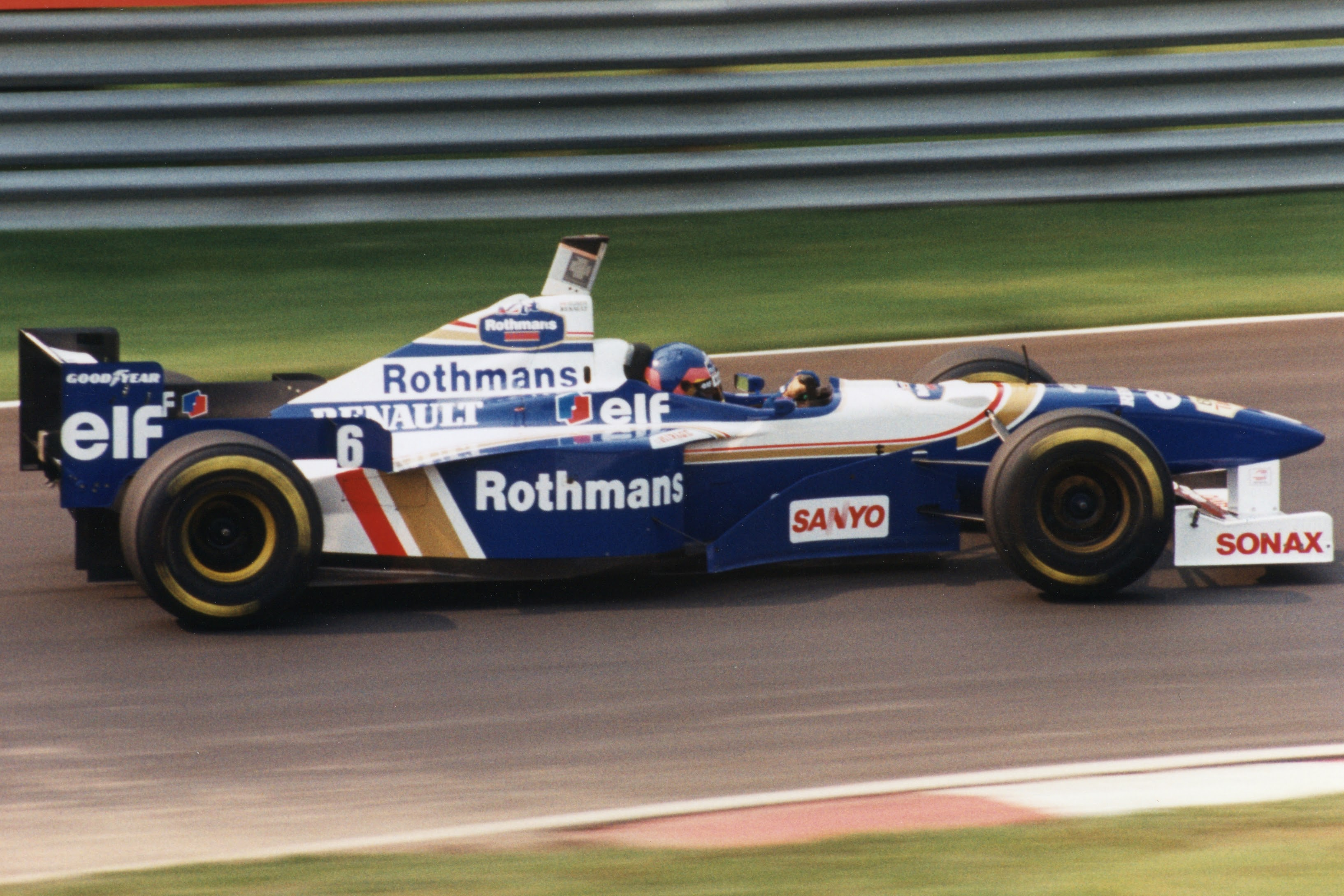
Williams de Jacques Villeneuve en 1996.

En 1996 la FIA estableció un tamaño mucho mayor como mínimo para el área de la cabina, junto con protección para la cabeza del piloto, para asegurar que la cabeza del piloto estuviera menos expuesta (irónicamente eso redujo la visibilidad y contribuyó a aumentar los accidentes).
Mientras Renault estuvo en el juego, sólo ganó. En 1996 Damon Hill hizo una fuerte temporada que le permitió finalmente obtener la corona después de tres años de "ya mérito". En 1997, otro hijo de una leyenda de la F1 obtuvo otro título para Williams, cuando Jacques Villeneuve se convirtió en el cuarto piloto en ganar tanto el campeonato de F1 como el de CART (los anteriores habían sido Andretti, Fittipaldi y Mansell). La temporada fue mucho más disputada que la de 1996 y Villeneuve sólo aseguró el campeonato hasta la carrera final cuando Schumacher no sólo se eliminó a sí mismo de la competencia sino que deliberadamente intentó sacar a Villeneuve de la pista. El incidente le costó a Schumacher la vergüenza de que le quitaran todos sus puntos de la temporada (no así sus victorias).
La esperanza de Ferrari renació cuando Renault anunció su retirada de la F1 al final de 1997. Sin embargo no fue Ferrari sino McLaren-Mercedes el que aprovechó este vacío y obtuvo el título de Pilotos los dos años siguientes con Mika Häkkinen. La temporada de 1998 fue extraña para la F1 debido a que muchos nombres conocidos desaparecieron de los eventos y otros cambiaron de equipo. Häkkinen ganó con facilidad su primer título mientras Schumacher y Villeneuve no pudieron hacer mucho. En cambio en 1999 hubo dura pelea por el título, con Häkkinen y el Ferrari de Irvine peleando hasta la última carrera de la temporada por el título. Villeneuve estuvo fuera de la jugada en un equipo novato BAR mientras Schumacher quedó fuera de la pelea al romperse las piernas a media temporada. Sin embargo, aunque finalmente Irvine no obtuvo el campeonato de pilotos, sus puntos acumulados con los de Schumacher y su reemplazo Mika Salo consiguieron para Ferrari su primer campeonato de constructores desde 1983.

## Desaparición de equipos
Tras unas cuantas carreras hubo señales de que se avecinaban problemas. Nombres largamente asociados a la categoría y altamente respetados como Brabham y Lotus desaparecieron de las parrillas. El equipo Ligier se encontró en apuros desesperados y fue vendido a Alain Prost. El equipo Tyrrell obtuvo cada vez peores resultados y finalmente también desapareció. La pintoresca era de pequeños equipos privados terminó. Nombres como Larrousse, Dallara, Simtek, Pacific y Forti no se vieron más y sólo Jordan, Sauber, Arrows y por supuesto Minardi lograron sobrevivir. El florecimiento de Jordan en 1998 y 1999 bajo el liderazgo de Damon Hill y los alemanes Heinz-Harald Frentzen y Ralf Schumacher (hermano menor de Michael) resultó ser el último éxito de un equipo privado hasta la aparición efímera y ganadora de Brawn GP. El una vez poderoso Benetton, campeón sólo unos años antes, a duras penas sobrevivía. Jackie Stewart se puso al frente de su propio equipo Stewart de 1996 a 2000 con el respaldo de Ford, pero terminó vendiendo y el equipo se transformó en Jaguar.

## El primer título de Constructores para Ferrari en 16 años
Cuando Jean Todt llevó a Ferrari a Michael Schumacher en 1996, fue para reconstruir el equipo. Tras varios años, en la temporada de 1999 todo empezó a funcionar. Schumacher lideraba el campeonato cuando se rompió las piernas en Silverstone; sin embargo su compañero Irvine trabajó duro, perdiendo finalmente el título por solo dos puntos ante Mika Häkkinen. La alegría para los apasionados aficionados del equipo (tifosi) fue que Ferrari ganó el campeonato de constructores.